# Antonio Pérez Pérez (artista)
Antonio Pérez Pérez (Sigüenza, Guadalajara, 13 de junio de 1934 -Cuenca, 24 de diciembre de 2024) fue un destacado editor, coleccionista y artista español, reconocido por su contribución al arte contemporáneo y su papel en la difusión cultural durante la segunda mitad del siglo XX y principios del XXI.

## Biografía
Nacido en Sigüenza, Antonio Pérez fue el menor de doce hermanos. En 1952, se trasladó a Madrid para estudiar Filosofía y Letras en la Universidad Complutense, donde entabló amistad con figuras literarias como Francisco Mateos y J. A. Gaya Nuño. Durante este período, visitó a escritores de renombre como Pío Baroja y Vicente Aleixandre.
En 1954, publicó su primer poema en la revista "El pájaro de paja", y al año siguiente en "Aldebarán". Ese mismo año, realizó una travesía a pie por el río Duero durante el mes de agosto, experiencia que le valió el apodo de "Anda-ríos", otorgado por el escritor Juan Marsé.
Durante la dictadura franquista, Pérez se exilió en París, donde continuó su vinculación con el mundo de la pintura y la literatura. En 1962, junto a José Martínez, fundó la editorial "El Ruedo Ibérico", que permitió la publicación de numerosos libros de autores prohibidos en España en aquella época.
A finales de los años 50, visitó por primera vez Cuenca, ciudad que le cautivó y donde estableció relaciones con artistas como Antonio Saura y Manolo Miralles, lo que marcó el inicio de su faceta como coleccionista. En 1975, fijó su residencia definitiva en Cuenca, dedicando su vida a la promoción del arte contemporáneo.
La obra de Antonio Pérez se caracterizó por la reutilización de objetos y materiales cotidianos, los llamados "Objetos encontrados", en una aproximación cercana al arte povera. Su enfoque creativo se centraba en otorgar una nueva vida y significado a elementos desechados, integrándolos en composiciones que reflejaban su visión artística y su compromiso con la sostenibilidad y la reflexión sobre la sociedad de consumo. Esta metodología le permitió establecer un lenguaje propio dentro del panorama artístico español. A lo largo de su carrera, Pérez participó en numerosas exposiciones tanto en España como en el extranjero. Su obra fue exhibida en instituciones de renombre, lo que consolidó su reputación en el ámbito del arte contemporáneo como el Círculo de Bellas Artes de Madrid, el Museo de Bellas Artes de Valencia o el Instituto Francés de Valencia.

## Fundación Antonio Pérez

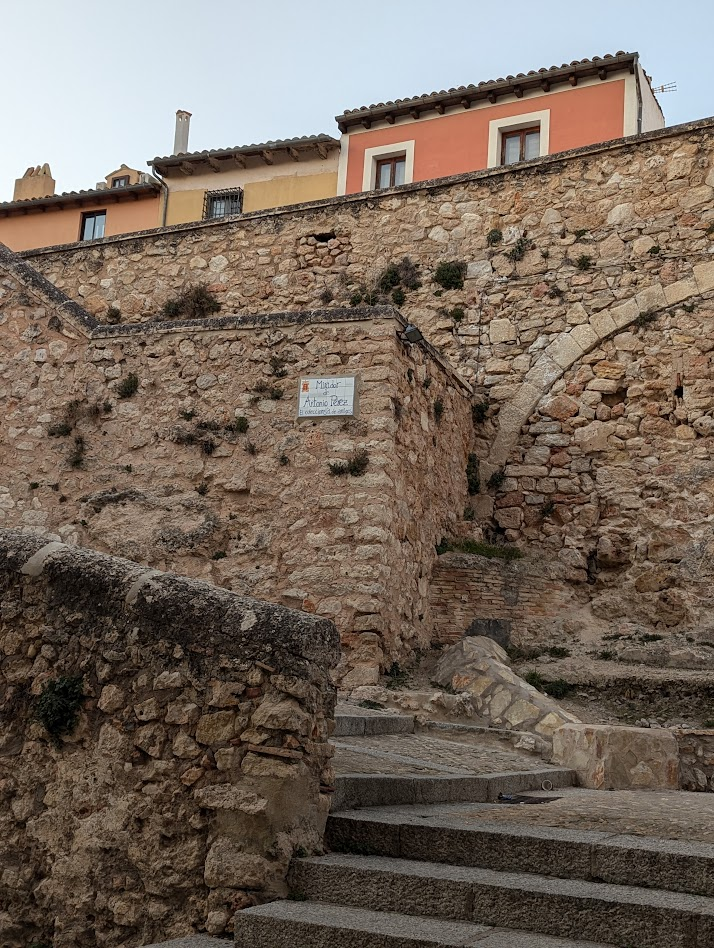
Mirador con el nombre el artista Antonio Pérez, ubicado frente a la Fundación que lleva su nombre.

En 1998, donó su importante colección para la creación de la Fundación Antonio Pérez, constituida por la Diputación Provincial de Cuenca. Bajo su liderazgo, la fundación se convirtió en un referente en la gestión cultural, con sedes en Cuenca, Huete, San Clemente y su Sigüenza natal. Frente a la entrada de la sede principal de Cuenca se encuentra un ubicado un mirador con su nombre, en la placa aparece escrito "el coleccionista de amigos". 
A lo largo de su vida, Pérez recibió numerosos reconocimientos, entre ellos el título de Hijo Adoptivo de Cuenca e Hijo Predilecto de Castilla-La Mancha.  
Antonio Pérez falleció en Cuenca el 24 de diciembre de 2024, a los 90 años, dejando un legado significativo en el ámbito del arte contemporáneo español.